# Simon Bruns
Simon Bruns, auch Braun, Bruno, Büttner (* um 1525 in Breslau; † 15. Juni 1570 in Schneverdingen) war ein deutscher lutherischer Theologe und Reformator.

## Leben
Bruns studierte ab 1541 an der Universität Wittenberg, wo er sich nach dem Abschluss seiner artistischen Studien fasziniert von den Ideen Martin Luthers der Theologie zuwendete. 1549 wurde als Prediger der Benediktinerklosterkirche St. Michael in Lüneburg berufen. Obwohl er als streng lutherischer Theologe galt, unterschrieb er das Augsburger Interim. 
Er nahm am Celler Konvent teil und vermittelte maßgeblich im Bremer Abendmahls-Streit um Albert Hardenberg. 1556 wurde er durch Eberhard von Holle zum Superintendenten aller Klosterpfarren im Lüneburger Raum berufen. Als ihm die Administration des Bistums Verden übertragen wurde, stieg er 1566 zum Generalsuperintendenten auf. Bruns gilt als Mitverfasser der verdischen Kirchenordnung und als Begründer des evangelischen Gottesdienstes der Landpfarreien im Raum um Verden.